# Snižec

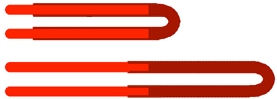
Schematické znázornění funkce snižce

Snižec je posuvná část v ohybu roztrubové části pozounu, která se kónicky rozšiřuje. Slouží k dolaďování a skládá se z vlastního snižce a z vnitřních trubic. Dá se plynule posouvat a tím mění délku nástroje. Využívá se 7 poloh pomocí kterých se snižuje vytvořený alikvótní tón o 0-6 půltónů. Celková délka trubice tenorového pozounu je zhruba dvakrát delší než má trubka, tedy okolo 270 cm. Úplným vysunutím snižce se prodlouží o 2×60 cm. Některé snižcové pozouny jsou vybaveny i jednou klapkou pro palec, která prodlužuje dráhu vzduchu a snižuje zvuk o kvartu. Tato klapka velmi zjednodušuje hraní, protože není třeba natahovat se daleko do 6. či 7. polohy: namísto toho hráč vytáhne jen první nebo druhou a sníží tón pomocí klapky.
Snižec slouží ke změně výšky tónu, protože jeho vysunutím se prodlužuje vzduchový sloupec. Skládá se ze dvou trubek, vnitřní a vnéjší (ve tvaru U), spojených příčkou a obvykle také s vodní klapkou. Vnitřní trubka má na konci o něco větší vnější průměr a téměř se zde dotýká trubky vnější. Je nutné pravidelné „mazání“ nanesením trombónového maziva. To způsobí, že voda vytvoří malé kuličky podobné kuličkám kuličkového ložiska, po kterých se pak obě teleskopické trubice pohybují s malým třením. Pozounista jej také při hře pravidelně zvlhčuje existující kondenzací nebo malou pumpičkou na vodu. Jako alternativa ke kombinaci tuk/voda může být také použita směs silikonového oleje různých konzistencí.
Snižec lze plynule posouvat, takže pozoun je jediným žesťovým nástrojem, který může „klouzat“ z jedné výšky na druhou a vytvářet skutečné glissando.